# Hemityphis rapax
Hemityphis rapax är en kräftdjursart som först beskrevs av H. Milne Edwards 1830.  Hemityphis rapax ingår i släktet Hemityphis och familjen Platyscelidae. Inga underarter finns listade i Catalogue of Life.